# Josephine Hamming
Josephine Hamming (1951) is een Nederlands film- en documentaireregisseur. Ze is vooral bekend om de documentaire War of the ants, uit 1997.

## Opleiding
Na de middelbare school heeft Josephine Hamming aan de Nederlandse Film- en Televisie academie gestudeerd van 1970 tot en met 1973. Zij heeft voor de vakken camera en regie gekozen.

## Loopbaan
Na de Nederlandse Film- en Televisie academie is zij als film laborante in Den Haag gaan werken en heeft zij in de avonduren het fotovakdiploma Reportagefotografie behaald.
Ze heeft tevens als operator bij een video postproductiebedrijf gewerkt.
Zowel in dienstverband als freelance is zij als fotograaf werkzaam geweest. 
Bij lokale omroepen heeft zij natuurdocumentaires en kinderprogramma’s gerealiseerd.
Na een periode van lesgeven aan de kunstacademie, bijzonder onderwijs en aan kadermensen in multimedia-technieken, heeft zij een eigen audiovisueel bedrijf opgericht te Amsterdam. Zij heeft sindsdien films, video’s, foto’s en audiovisuele producties gemaakt voor bedrijven en instellingen op sociaal vlak en op het gebied van architectuur, maar vooral natuur. 

## Filmografie
Voor, tijdens en na haar studie op de Nederlandse Film- en Televisie Academie zijn de films op verschillende festivals, in filmhuizen en op televisie vertoond:
- Op Drift (1969), 8 mm Film Festival Amsterdam
- Nieuwmarkt en Metro (1972), video, documentaire, 20 minuten.
- Haringvangst (1974), 16 mm documentaire, 20 minuten.
- Het Steentijdperk (1975), 16 mm documentaire, 50 minuten.
- Extrakt en De Deur (1976), 16 mm speelfilms, 12 en 4 minuten

Producties na 1990:
- Vanessa Atalanta (16 mm documentaire, 23 minuten), gerealiseerd met subsidie van onder anderen het CoBo Fonds en uitgezonden bij de NCRV en verschillende buitenlandse televisiestations.
- 10 maal architectuur, (documentaire, 10 min)
- Al Engineering
- Smeltkaas
- The art of maintenance the art of care, fotoreportage kaasfabriek.
- Vereniging van Nederlandse Gemeenten, voorlichtingsfilm.
- Don’t sneeze now (kinderfilm).
- Nationaal Jeugd Debat (kinderfilm).
- War of the ants, documentaire, 27 min.
- Priorij Emaus, film over beleidsverandering van een klooster, documentaire, 30 min.
- Als mieren, kunstfilm, 1,5 min.
- Ants @ War, documentaire voor kinderen, 6 min.
- Dossier MKZ: “De ene koe is de andere niet”, documentaire op Betadigi formaat, 72 min.
- Avondrood, minuten documentaire en installatie, 13 min.
- Jane Goodall en Het Bewaarde Land, documentaire, 29 min.
- De Kunst van Sport, educatieve spot, gemaakt in het Amsterdamse Bos, 6 min, plus 21 minutenversie Sport in het Amsterdamse Bos.
- Go, Butterflies, Go!, documentaire over een trektocht van een dag - en nachtvlinder door Europa, 72 min.